# 쓰카야마촌
쓰카야마촌(塚山村)은 니가타현 산토군에 있던 촌이다. 

## 역사
- 1889년 4월 1일 - 정촌제 시행에 수반해 산토군 쓰카야마촌이 성립하였다.
- 1955년 3월 31일 - 이와쓰카촌, 라이코지촌, 고시군 이시즈촌과 합병해 고시지정이 되어 소멸하였다.

## 참고문헌
- 『市町村名変遷辞典』東京堂出版、1990年。